# Powieść podróżniczo-przygodowa

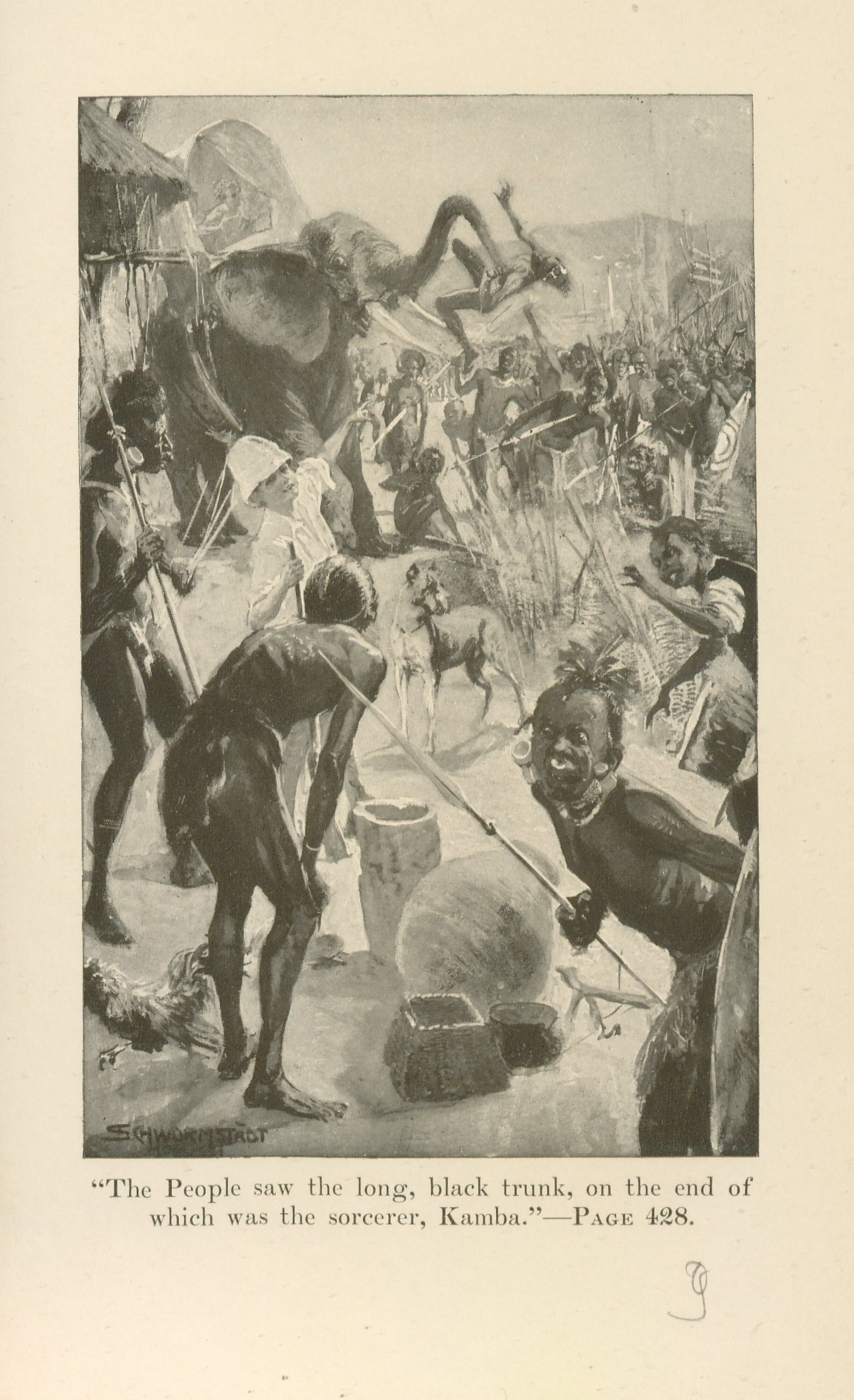
Powieść przygodowa

Powieść podróżniczo-przygodowa – jedna z głównych odmian gatunkowych powieści XVIII wieku, wywodząca się pierwotnie z opisów, dzienników podróży i pamiętników. Fabułę powieści przygodowej stanowią przede wszystkim zdarzenia rozgrywające się w czasie podróży do nieznanych, często egzotycznych krain; ich celem zaś jest dostarczenie odbiorcy rozrywki oraz przekazanie stosownej światopoglądowej nauki moralnej, a nawet dydaktycznej i edukacyjnej.
Klasykami powieści przygodowej są m.in. Karol May, James Fenimore Cooper, James Oliver Curwood czy Juliusz Verne. W Polsce znana przede wszystkim z powieści W pustyni i w puszczy (1911) Henryka Sienkiewicza. W ubiegłym stuleciu powstało wiele powieści przygodowych, zwłaszcza dla młodzieży. Popularni pisarze tej fali to Alfred Szklarski, Zbigniew Nienacki. Pod koniec XX wieku gatunek nieco podupadł, gdyż z powodzeniem zastępuje go film przygodowy. Typ powieści przygodowej jest często wykorzystywany w innych gatunkach, np. powieści społeczno-obyczajowej lub detektywistycznej.